# Passage Plantin
Le passage Plantin est une voie du 20e arrondissement de Paris, en France.

## Situation et accès
Le passage Plantin est situé dans le 20e arrondissement de Paris. Il débute au 18, rue du Transvaal et se termine au 81, rue des Couronnes.

## Origine du nom
Cette voie a pris le nom du propriétaire des terrains sur lesquels elle a été ouverte.

## Historique
Ce passage est créé sous sa dénomination actuelle en 1858. Il est classé dans la voirie parisienne par un arrêté municipal en date du 7 juin 1993.